# Chimarocephala pacifica
Chimarocephala pacifica är en insektsart som först beskrevs av Thomas, C. 1873.  Chimarocephala pacifica ingår i släktet Chimarocephala och familjen gräshoppor. Inga underarter finns listade i Catalogue of Life.